# Benton (Misuri)
Benton es una ciudad ubicada en el condado de Scott, Misuri, Estados Unidos. Según el censo de 2020, tiene una población de 866 habitantes.
Es la sede del condado. 

## Geografía
La localidad está ubicada en las coordenadas 37°5′58″N 89°33′38″O / 37.09944, -89.56056 (37.09934, -89.560521). Según la Oficina del Censo de los Estados Unidos, tiene una superficie de 1.65 km² de tierra y 0.003 km² de agua.

## Demografía
Según el censo de 2020, hay 866 personas residiendo en Benton. La densidad de población es de 524.85 hab./km². El 89.15% de los habitantes son blancos, el 3.58% son afroamericanos, el 0.35% son asiáticos, el 3.70% son de otras razas y el 3.23% son de una mezcla de razas. Del total de la población, el 4.27% son hispanos o latinos de cualquier raza.